# Amanohashidate

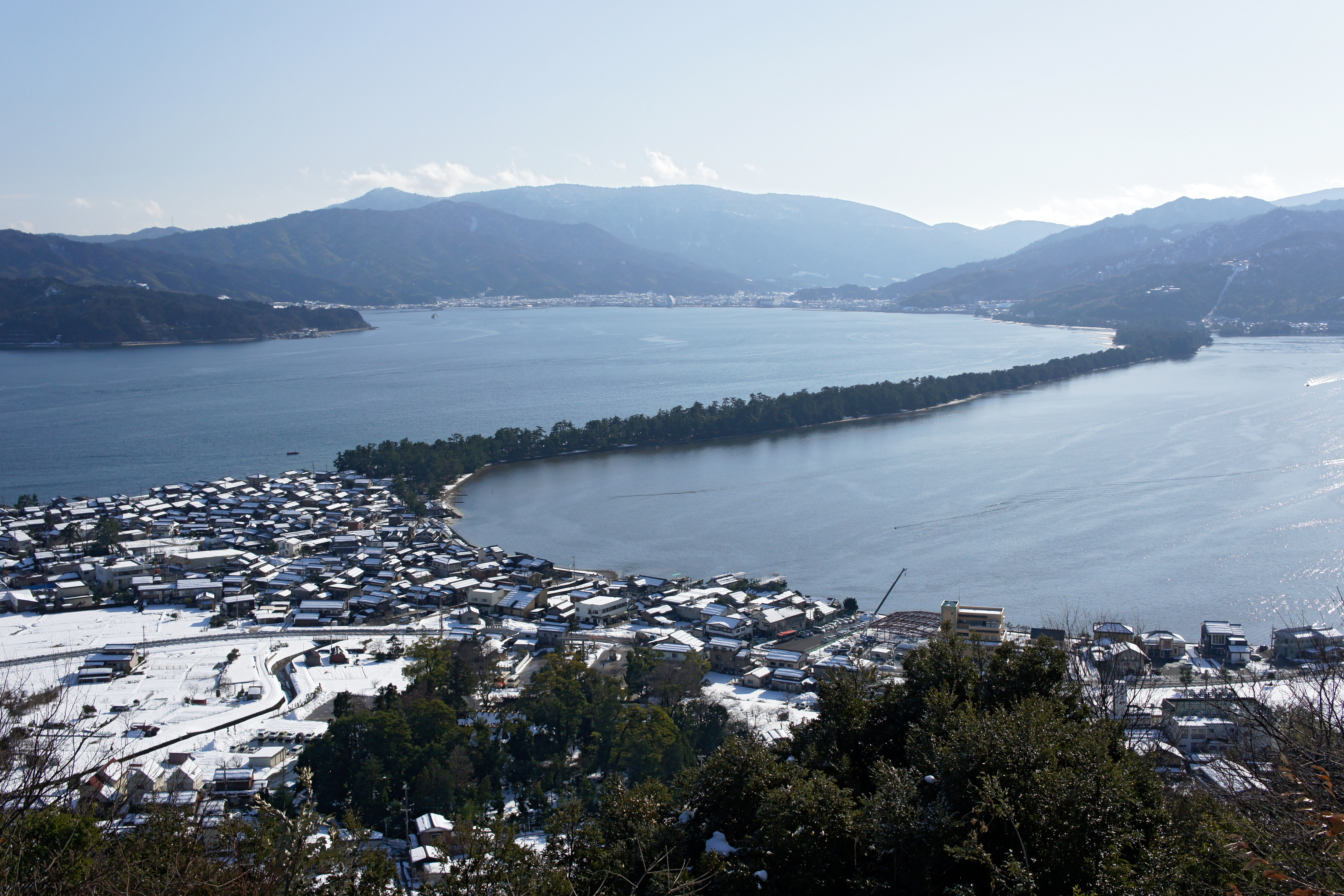
Amanohashidate vue du nord.

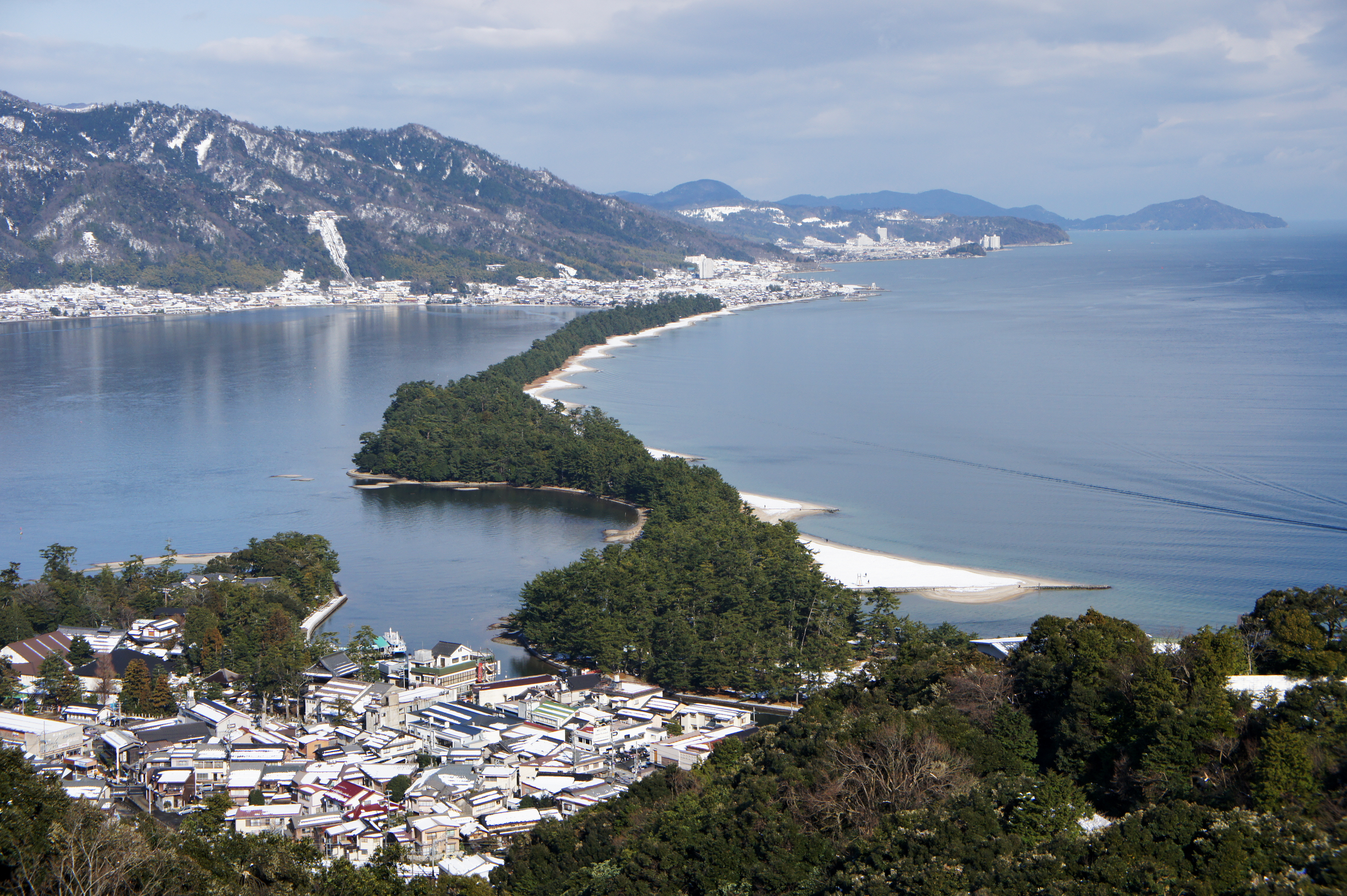
Amanohashidate vue du sud.

Amanohashidate (天橋立, « pont vers le paradis ») ou Ama no hashidate est l'une des trois vues les plus célèbres du Japon. Elle est située non loin de l'anse naturelle de la baie de Wakasu, sur la baie de Miyazu, au nord de la préfecture de Kyoto, entre les Alpes japonaises et la côte pacifique.

## Description
Un tombolo relie les deux bords opposés de la baie de Miyazu, et la sépare de la mer intérieure d'Aso (阿蘇海, Aso-kai). Cette dune de 3,6 km de long, de largeur de 20 à 170 m, est couverte par plus de 8 000 pins.
Elle peut être vue depuis les montagnes de chaque côté de la baie et peut être traversée à pied en une petite heure. Pour voir le « pont vers le paradis » des hauteurs, il est coutume de faire le mata-nozoki (股のぞき) : en tournant le dos à la baie, puis en se pliant en avant pour regarder entre ses jambes, on a alors l'impression que le pont flotte. C'est une tradition de plus de mille ans[réf. souhaitée].

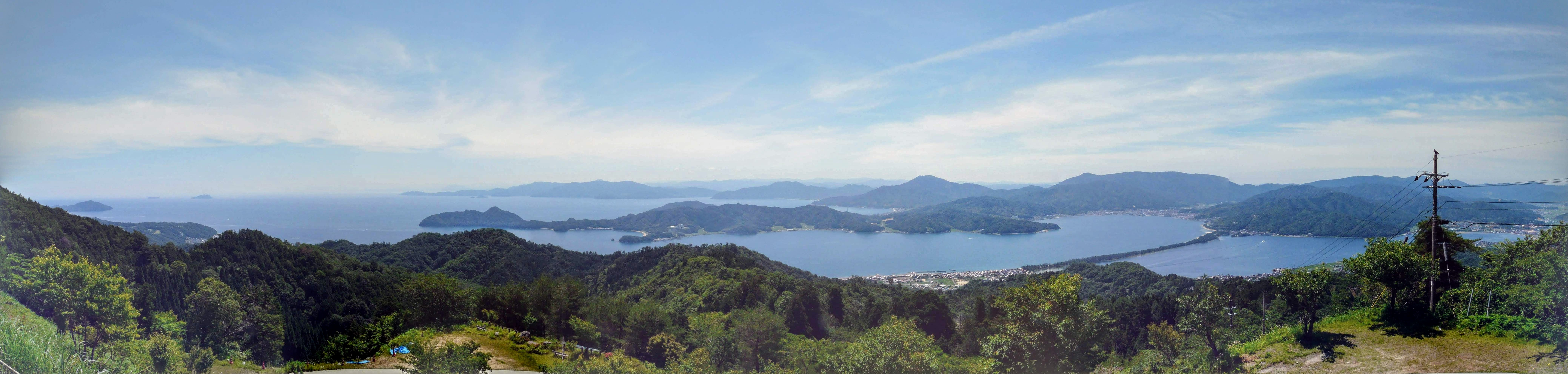
La baie de Miyazu et Amanohashidate, vus de l'observatoire du temple Nariai.

## Aux alentours
À l'extrémité nord se trouve le Kono-jinja, sanctuaire shintoïste. Près de l'extrémité méridionale se trouve le Chion-ji, un temple bouddhiste.
Le côté sud (celui de la gare) et le côté nord sont facilement accessibles pour admirer la bande de pins. Du côté nord, il est possible de continuer à monter vers un temple : le Nariai-ji, situé encore plus haut que le belvédère d'Amanohashidate.

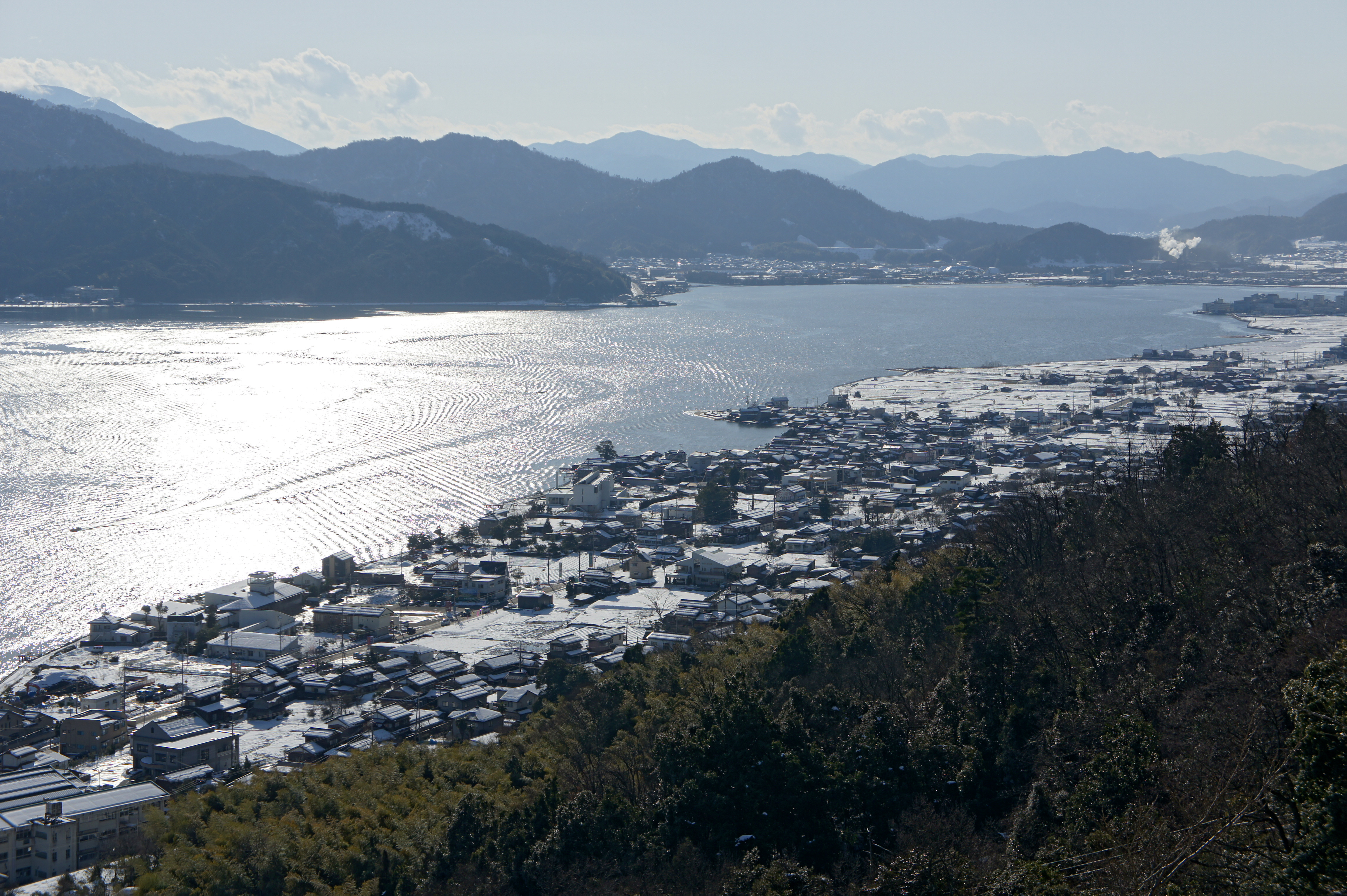
Aso-kai.
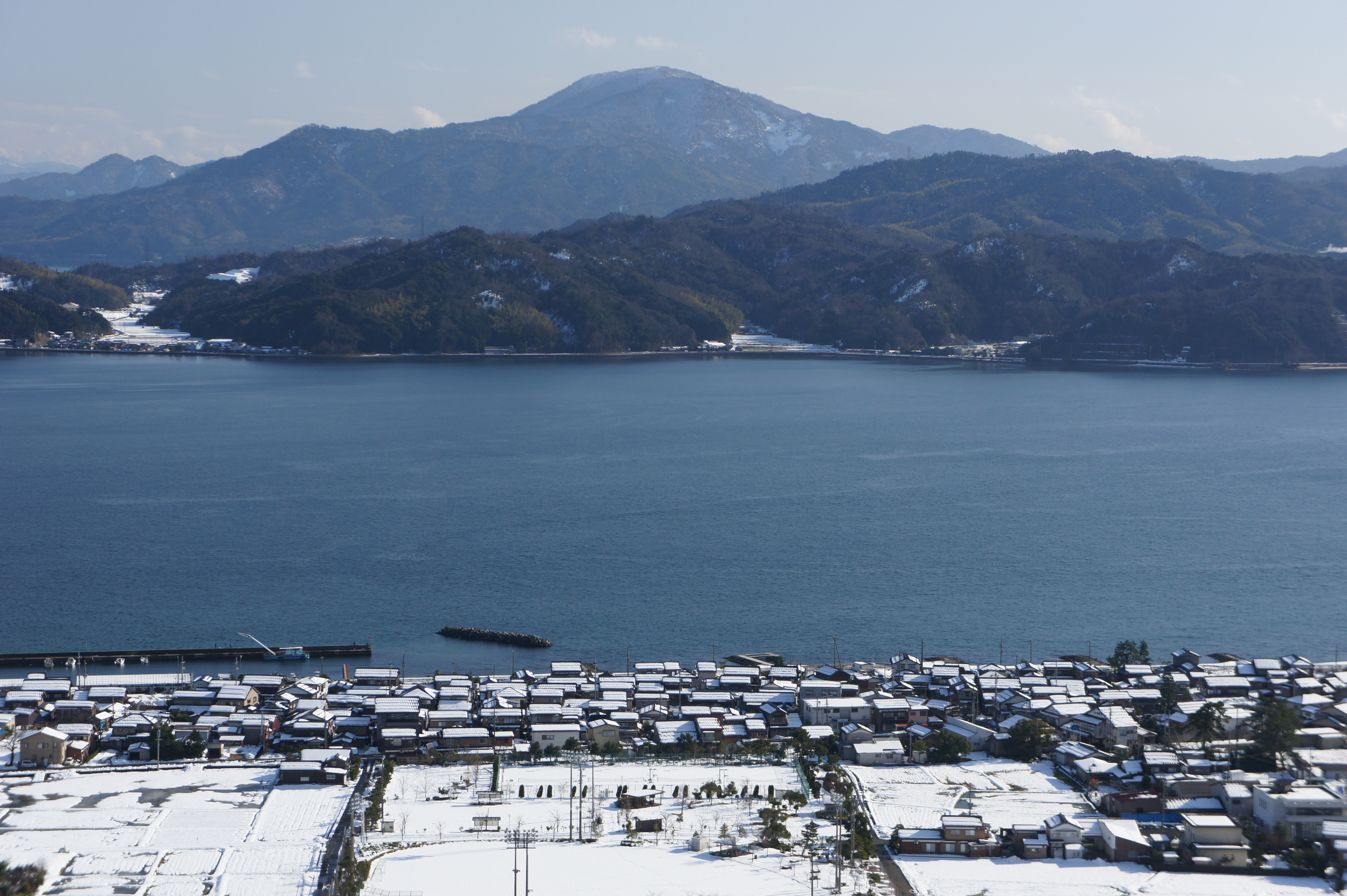
Miyazu-wan.
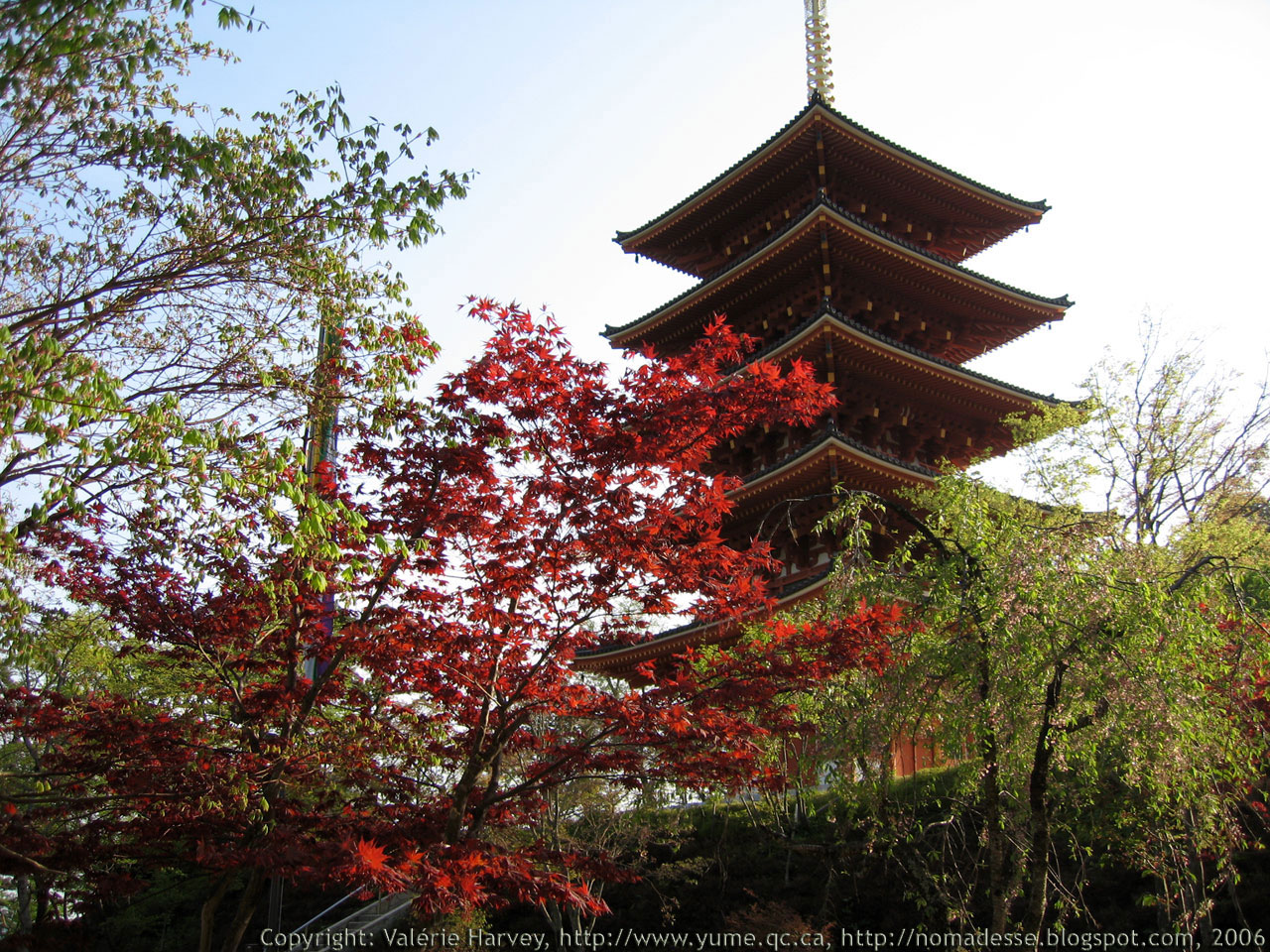
Nariai-ji.

## Culture
Selon certaines légendes, Amanohashidate serait formée d'une échelle tombée, utilisée jadis par les dieux, Izanagi et Izanami eux-mêmes pour atteindre les nuages. Au début de l'époque d'Edo (1603-1868), l'érudit Hayashi Gahō (1618-1680) déclare dans Nihonkoku jiseki kō (日本国事跡考, « De l'héritage du Japon ») qu'Ama no Hashidate est l'un des trois plus beaux paysages du Japon.
Sa vue captive depuis des siècles, on la retrouve ainsi dans d'innombrables images et poèmes. La Vue d’Ama no Hashidate, une œuvre du peintre bouddhiste Sesshû (1420-1506) est trésor national du Japon.

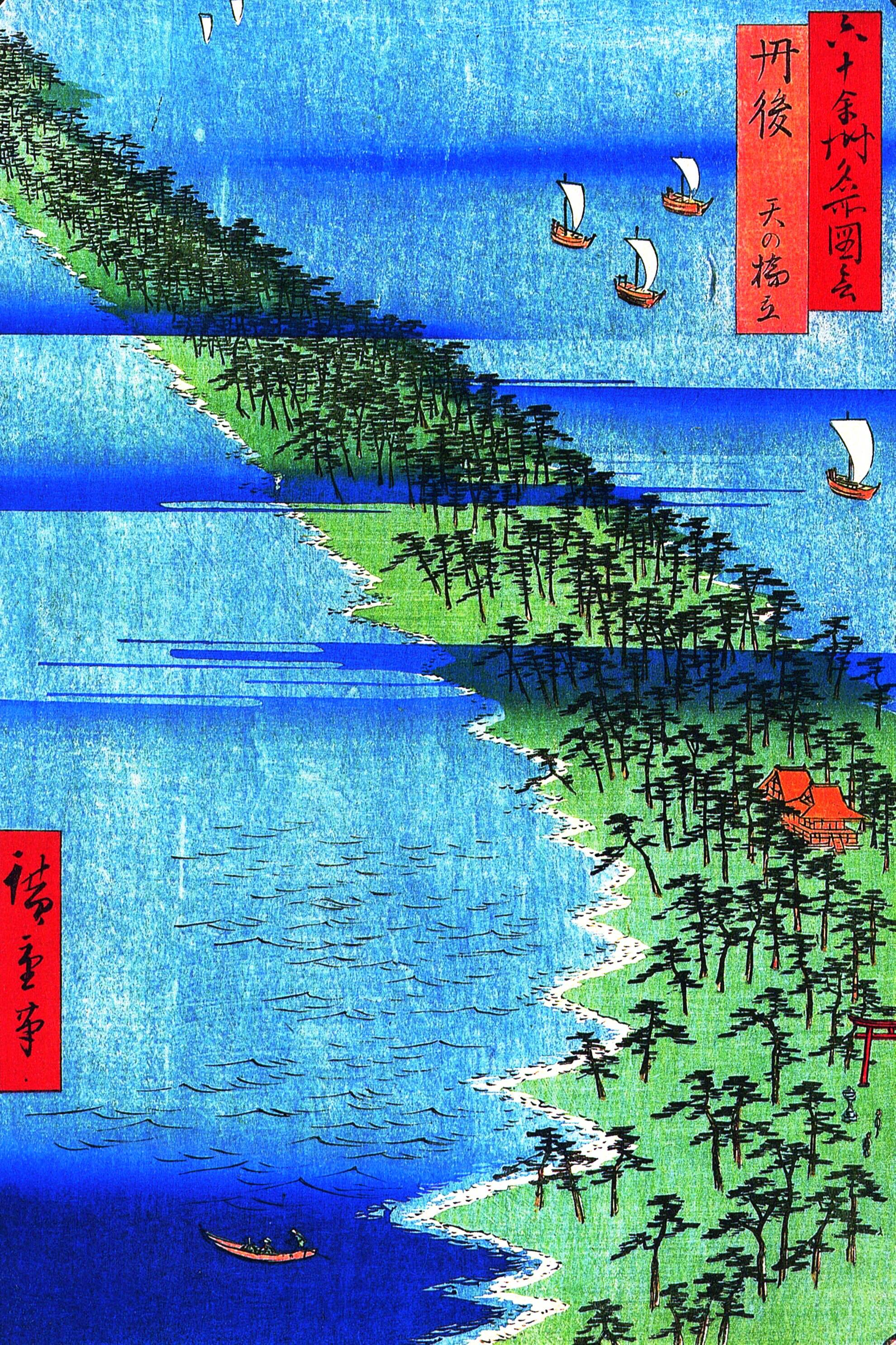
Peinture de Hiroshige.
Vue d'Ama no Hashidate, Sesshū, 1501-1506.